# ائرو ای.۱۰۱
ائرو ای. ۱۰۱ (به انگلیسی: Aero A.101) یک هواپیمای ساختِ آئرو ودوخودی است که در دههٔ ۱۹۳۰ میلادی ساخته شده است.